# RK Sisak (2013.)
Rukometni klub Sisak (RK Sisak; Sisak) je muški rukometni klub iz Siska, Sisačko-moslavačka županija. U sezoni 2021./22. klub se natječe u 1. HRL – Sjever.

## O klubu
RK Sisak je osnovan 2013. godine, kako bi naslijedio dotadašnji klub "Sisciju", koji je nastupao u Premijer ligi, ali je došao u financijske poteškoće i bankrotirao. "Sisak" je od "Siscije" preuzeo mlađe uzraste, te samo jednog seniora, te je počeo s natjecanjem u sezoni 2013./14. u Zagrebačkoj županijskoj ligi.
 
U sezoni 2014./15. se natječe u  3. HRL Središte. Član 2. HRL Sjever postaje u sezoni 2016./17.

## Pregled po sezonama
| sezona    | rang  | liga              | pozicija  | napomena |
| Sisak     | Sisak | Sisak             | Sisak     | Sisak    |
| --------- | ----- | ----------------- | --------- | -------- |
| 2013./14. |       |                   |           |          |
| 2014./15. | IV.   | 3. HRL – Središte | 7. / 15   |          |
| 2015./16. | IV.   | 3. HRL – Središte | 6. / 16   |          |
| 2016./17. | III.  | 2. HRL – Sjever   | 7. / 14   |          |
| 2017./18. | III.  | 2. HRL – Sjever   | 13. / 14. |          |
| 2018./19. |       |                   |           |          |

## Unutrašnje poveznice
- Sisak
- RK Siscia Sisak
- RK Sisak (1988.)

## Vanjske poveznice
- Rukometni klub Sisak, facebook stranica
- furkisport.hr/hrs, Sisak, rezultati po sezonama
- sportilus.com, Rukometni klub Sisak